# Интегра
Группа компаний «Интегра» (LSE: INTE) — российская нефтесервисная компания. Штаб-квартира находится в Москве. 
Входит в список системообразующих компаний России.

## История
Основана в конце 2004 года. В феврале 2007 года «Интегра» провела IPO, на котором привлекла $600 млн, продав около 25 % уставного капитала. Ещё 7 % акций в ходе размещения были реализованы акционерами компании, выручившими в итоге около $170 млн. Капитализация компании на 23 февраля 2007 составила $2,8 млрд.
В августе 2011 года компания объявила о покупке компании «СИАМ», выпускающей технику для исследования скважин и оказывающую нефтесервисные услуги. Сумма сделки — 2,2 млрд руб.
В 2014 году произошло слияние «Интегры» с компанией менеджмента.

## Собственники и руководство
Крупнейший акционер Integra Group — Феликс Любашевский (13,13 %), ещё 6,3 % принадлежат председателю совета директоров группы Джону Фицгиббонсу, остальные акции распределены среди портфельных инвесторов, топ-менеджеров и членов правления «Интегры».
В состав правления входят:
- Елена Ким – главный финансовый директор
- Дмитрий Шульман – исполнительный директор

## Деятельность
Группа компаний «Интегра» оказывает сервисные услуги нефтяным компаниям — бурение, ремонт скважин, геофизические исследования, предоставляя комплекс продуктов, услуг и решений для всех этапов жизненного цикла месторождения – от подготовки и утверждения проекта разработки месторождения до проектирования, строительства и заканчивания скважин, повышения нефтеотдачи пласта (ПНП) и ликвидации скважин.
Также «Интегра» является производителем бурового и разведывательного оборудования. 
В состав группы входят:
Компании бизнес-единицы «Сиам», г. Томск:
- ОАО НПО «Буровая техника», г. Москва
- ООО «Геофизсервис», г. Нягань
- ООО «Интегра Менеджмент», г. Москва
- ООО «Интегра-Сервисы», г. Тюмень ООО «Оренбургтехсервис», г. Бузулук
- ООО «Смит Сайбириан Сервисез», г. Москва
- Филиал ООО «ВНИИБТ - Буровой инструмент», г. Котово
- Филиал ООО «Интегра-Бурение», г. Нижневартовск
- АО «Павловский машзавод» г. Пермь

В состав компании входит Всероссийский научно-исследовательский и проектно-конструкторский институт буровой техники (ВНИИБТ).
Бизнес группы компаний «Интегра» разделен на функциональные бизнес-блоки:
- блок «Бурение, КРС, ИУП»;
- блок «Технологические сервисы»;
- блок «Геофизика»;
- блок «Машиностроение»;

«Интегра» сотрудничает с государственной корпорацией «Росатом», предприятия которой обеспечивают производство отдельных компонентов тяжелых буровых установок.
Основными конкурентами группы в России являются следующие компании: «Генерация», «Группа ГМС», «Римера», «Группа ERIELL».

### Показатели деятельности
На 2009 год численность персонала составляла свыше 20 тыс. человек. Консолидированная выручка компании по МСФО за 1 полугодие 2009 года составила $404,7 млн (за 1 полугодие 2008 года — $785,5 млн), чистый убыток — $22,3 млн ($4,5 млн).
По результатам 2013 года численность составляла свыше 9 тыс. сотрудников, оборот — $549,6 млн, чистый убыток — $42,4 млн.